# أراس بولوت إينيملي
أراس بولوت إينيملي (25 أغسطس 1990، إسطنبول) ممثل تركي.

## الحياة والتعليم
أراس بولوت إينيملي هو ممثل تركي، حيث إن شقيقه الأكبر يعمل في مجال التمثيل، بينما أخته الكبرى فنانة صوتية. تخرج من مدرسة بشيكتاش الأناضول الثانوية، ودرس هندسة الطيران في جامعة إسطنبول التقنية.

## مشوراه الفني
لفت انتباه المخرجة زينب جوناي تان من خلال إعلاناته، واختير لدور "مجد" في المسلسل الناجح على مر الزمان، مما ساهم في انطلاقته الفنية. بعد انتهاء المسلسل، شارك في فيلم محمود ومريم بدور الشاب المسلم الذي يقع في حب فتاة مسيحية. ثم قدم دور الأمير "بيازيد" في حريم السلطان، ودور "إحسان" في فيلم هل نحن بخير؟.
كما اشتهر بأدواره في مسلسلات مثل مارال، في الداخل، والحفرة. في عام 2020، أبدع في فيلم معجزة في الزنزانة 7، الذي نال إشادة كبيرة.

## الجوائز
1. حصل على عدة جوائز بتصويت من الطلاب عندما كان يمثل في المرحلة الثانوية والجامعية.
2. حصل على جائزة أفضل مساعد ممثل، لمسلسل «على مر الزمان».
3. حصل على جائزة من جوائز أنطاليا للتلفزيون لعام 2011.
4. حصل على جائزة أفضل ممثل لعام 2018 بحفل جوائز الفراشة. 5. حاصل على الكوره الفنيه والكبيره والمعروفه ب ام سالم

## أبرز الأعمال

### مسلسلات تلفزيونية
| العنوان                 | بالعربية           | السنة   | الدور          | ملاحظات        |
| ----------------------- | ------------------ | ------- | -------------- | -------------- |
| Arka Sokaklar           | الأزقة الخلفية     | 2009    | ضيف شرف        | مسلسل تلفزيوني |
| Öyle Bir Geçer Zaman ki | على مر الزمان      | 2010–13 | مته أكارسو/مجد | مسلسل تلفزيوني |
| Muhteşem Yüzyıl         | حريم السلطان       | 2013–14 | الأمير بايزيد  | مسلسل تلفزيوني |
| Maral: En Güzel Hikayem | مارال أجمل حكاياتي | 2015    | سرب            | مسلسل تلفزيوني |
| İçerde                  | في الداخل          | 2016–17 | صرب ألتان      | مسلسل تلفزيوني |
| Çukur                   | الحفرة             | 2017–21 | ياماش كوشوفالي | مسلسل تلفزيوني |
| Deha                    | العبقري            | 2024    | ديفران         | مسلسل تلفزيوني |

### سلسلة ويب
| عام  | عنوان   | الدور              | ملاحظه    | الشبكة |
| ---- | ------- | ------------------ | --------- | ------ |
| 2023 | أتاتورك | مصطفى كمال أتاتورك | دور رئيسي | ديزني+ |

### الأفلام
| العنوان             | بالعربية            | السنة | الدور        | ملاحظات |
| ------------------- | ------------------- | ----- | ------------ | ------- |
| Mahmut ile Meryem   | محمود ومريم         | 2013  | محمود        | فيلم    |
| Tamam mıyız         | هل نحن بخير         | 2013  | إحسان        | فيلم    |
| Martıların Efendisi | سيد النوارس         | 2017  | سائق التاكسي | فيلم    |
| 7. Koğuştaki Mucize | معجزة في الزنزانة 7 | 2019  | ميمو         | فيلم    |

## وصلات خارجية
- أراس بولوت إينيملي على موقع IMDb (الإنجليزية)
- أراس بولوت إينيملي على موقع روتن توميتوز (الإنجليزية)
- أراس بولوت إينيملي على موقع ألو سيني (الفرنسية)
- أراس بولوت إينيملي على موقع قاعدة بيانات الفيلم (الإنجليزية)
- أراس بولوت إينيملي على موقع كينوبويسك (الروسية)